# Sven "Pidder" Pettersson
Sven "Pidder" Pettersson, född 22 september 1933, död i juni 2008, var en svensk handbollsspelare och fotbollsspelare. Han vann två SM-guld i handboll med två olika Helsingborgsklubbar, 1961 med Vikingarnas IF och 1966 med IS Göta. Han spelade en handbollslandskamp 1955 mot Norge där han gjorde fyra mål.
Pettersson spelade också 63 allsvenska matcher och gjorde 36 mål för fotbollslaget Helsingborgs IF, åren 1956–1960. Han gjorde även två mål på två landskamper för Sveriges B-landslag.

## Handbollsklubbar
- Ystads IF (–1956; 36 allsvenska matcher, 166 mål (1954–1956))
- Vikingarnas IF (1956–1962; 36 allsvenska matcher, 181 mål (1960–1962))
- IS Göta (1962–1969; 72 allsvenska matcher, 372 mål (1965–1969))
- HF Olympia
- IK Wargo

## Fotbollsklubbar
- Ystads IF (–1956)
- Helsingborgs IF (1956–1960)
- Råå IF (1960–?)

## Meriter
- Två SM-guld: 1961 (med Vikingarnas IF) och 1966 (med IS Göta)